# 사이배슬론
사이배슬론(영어: Cybathlon)은 취리히 연방 공과대학교(ETH Zürich)가 주최하는 신체 일부가 불편한 장애인들이 로봇과 같은 생체 공학 보조장치(예를 들어 착용 컴퓨터)를 통해 경기를 겨루는 방식으로 진행하는 대회이다. 사이배슬론이라는 단어는 인조인간을 뜻하는 ‘사이보그(cyborg)’와 경기를 뜻하는 라틴어 ‘애슬론(athlon)’이 합쳐진 것이다.
선수들은 ‘파일럿(pilot)’이라고 부르며, 메달은 선수와 장비를 만든 회사 또는 기관 모두에게 수여된다.

## 종목
사이배슬론에서 실시하는 종목은 다음과 같다.
- 뇌파를 이용한 장애물 경주(BCI[2] race) 링크
- 전기 자극을 이용한 자전거 경주(FES[3] bike race) 링크
- 의수 경기(Powered arm prosthesis race) 링크
- 의족 경기(Powered leg prosthesis race) 링크
- 전동 휠체어 경주(Powered wheelchair race) 링크
- 강화 외골격 경주(Powered exoskeleton race) 링크

## 역사

### 제1회 사이배슬론대회(2016)
2016년 10월 8일 스위스 취리히에서 열렸다. 참가국은 25개국, 참가 팀은 56개 팀이 참가했다.
우승자 목록은 다음과 같다.
- 뇌파를 이용한 장애물 경주 : Numa Poujouly - 팀 Brain Tweakers (스위스)
- 전기 자극을 이용한 자전거 경주 : Mark Muhn - 팀 Cleveland (미국)
- 의수 경기 : Robert (Bob) Radocy - 팀 Dipo Power (네덜란드)
- 강화 외골격 경주 : Andre Van Ruschen - 팀 ReWalk (독일)
- 의족 경기 : Helgi Sveinsson - 팀 Rheo Knee (아이슬란드)
- 전동 휠체어 경주 : Florian Hauser - 팀 HSR Enhanced (스위스)

제2회 사이배슬론대회(2020)
2020년 5월 스위스 취리히에서 열릴 예정.